# Чернецов, Константин Николаевич
Константин Николаевич Чернецов (22 апреля 1929, Дертево, Нижне-Волжский край — 27 октября 2006, Пенза) — советский руководящий работник высшей школы. Исполняющий обязанности ректора Пензенского политехнического института в 1973 и 1982 гг. Заслуженный работник высшей школы Российской Федерации.

## Биография
Родился 22 апреля 1929 года в село Дертево Колышлейского района (ныне — Пензенской области).
В 1953 окончил Пензенский индустриальный институт по специальности «Приборы автоматики» и был оставлен на преподавательской работе.
С 1967 по 1971 — декан электромеханического факультета Пензенского политехнического института.
С 1971 по 1986 — проректор по учебной работе Пензенского политехнического института.
Организатор и первый заведующий кафедрой микроэлектроники ППИ, с сентября 2000 по октябрь 2006 — профессор кафедры.
Длительный период систематически исполнял обязанности ректора института, так как проректор по учебной работе являлся первым заместителем реткора вуза по должности. Однако в биографии К. Н. Чернецова есть два случая, когда он фактически являлся ректором Пензенского политехнического института. В 1973 году исполнял обязанности ректора по причине ухода в творческий отпуск ректора ППИ К. А. Сапожкова, связанный с написанием докторской диссертации. В 1982 году исполнял обязанности ректора в результате трагической кончины ректора ППИ Н. П. Сергеева, который погиб на Кавказе в автокатастрофе 2 октября 1982 года.
Много внимания уделял развитию материальной базы института, занимался вопросами проектирования и строительства.
Автор более чем 170 учебно-методических пособий, монографий, научных статей и авторских свидетельств.
Избирался депутатом местных Советов, членом президиума Пензенского областного правления педагогического общества РФ, членом Совета ректоров г. Пензы, участвовал в работе других общественных организаций.
К. Н. Чернецова не стало 27 октября 2006 года. Похоронен на Новозападном кладбище г. Пензы.

## Награды
- Заслуженный работник высшей школы Российской Федерации;
- Почётный работник высшего профессионального образования Российской Федерации;
- Почётный знак «За отличные успехи в области высшего образования СССР».